# تپه جعفر آباد ۱
تپه جعفرآباد ۱ مربوط به دوره اشکانیان - دوره ساسانیان است و در شهرستان میانه، بخش مرکزی، دهستان اوچ تپه شرقی، چسبیده به غرب روستای جعفرآباد واقع شده و این اثر در تاریخ ۱۵ اسفند ۱۳۸۵ با شمارهٔ ثبت ۱۷۹۲۹ به‌عنوان یکی از آثار ملی ایران به ثبت رسیده است.